# Justin Jackson (ur. 1995)
Justin Aaron Jackson (ur. 28 marca 1995 w Houston) – amerykański koszykarz, występujący na pozycjach rzucającego obrońcy lub niskiego skrzydłowego.
W 2014 roku wystąpił w dwóch meczach gwiazd szkół średnich – McDonald’s All-American i Jordan Classic. W pierwszym z nich został uznany MVP.
7 lutego 2019 trafił w wyniku wymiany do Dallas Mavericks.
27 listopada 2020 dołączył w ramach transferu do Oklahoma City Thunder. 5 kwietnia 2021 opuścił klub.
21 kwietnia 2021 podpisał umowę z Milwaukee Bucks na występy zarówno w NBA, jak i  zespole G-League – Wisconsin Herd. 18 grudnia 2021 zawarł 10-dniowy kontrakt z Boston Celtics. 4 stycznia 2020 podpisał 10-dniową umowę z Phoenix Suns. 10 lutego 2022 został zwolniony. 15 października 2022 dołączył do Boston Celtics. 9 lutego 2023 został wytransferowany do klubu Oklahoma City Thunder. Następnego dnia został zwolniony.

## Osiągnięcia

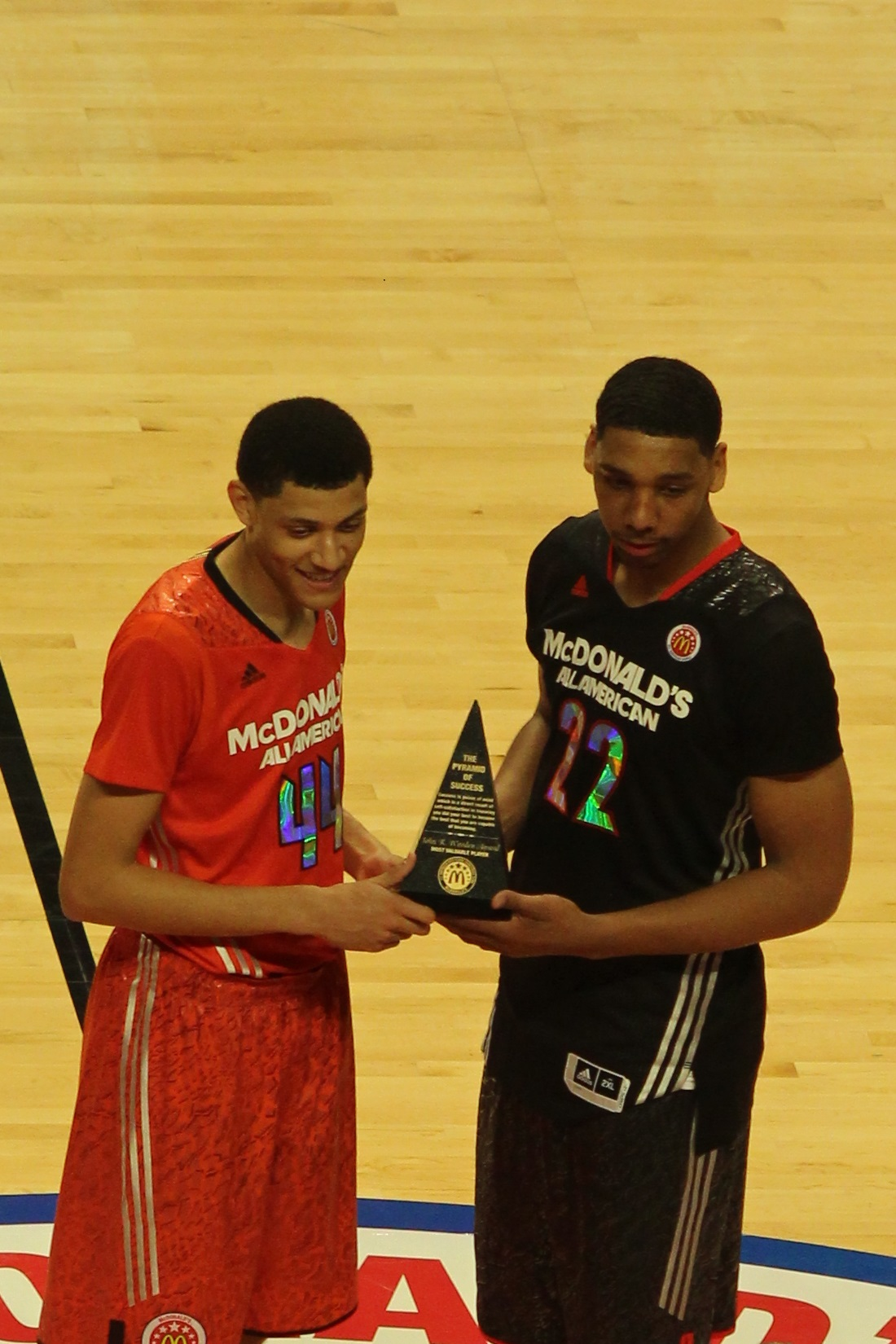
Jackson i Jahlil Okafor trzymający wspólnie statuetkę MVP meczu gwiazd McDonalda (2014).

Stan na 13 lutego 2023, na podstawie, o ile nie zaznaczono inaczej.
NCAA
- Mistrz NCAA (2017)
- Wicemistrz NCAA (2016)
- Uczestnik rozgrywek Sweet Sixteen turnieju NCAA (2015–2017)
- Mistrz:
  - turnieju konferencji Atlantic Coast (ACC – 2016)
  - sezonu zasadniczego ACC (2016, 2017)
- Zawodnik roku konferencji ACC (2017)[14]
- MVP turnieju CBE Classic (2016)
- Zaliczony do:
  - I składu:
    - All-American (2017)
    - NCAA Final Four (2017 przez Associated Press)[15]
    - ACC (2017)
    - najlepszych zawodników pierwszorocznych ACC (2015)
    - turnieju CBE Classic (2016)

  - II składu turnieju ACC (2015)
  - składu All-ACC Honorable Mention (2016)
- Lider konferencji ACC w liczbie[16]: 
  - punktów (731 – 2017)
  - celnych (264) i oddanych (596) rzutów z gry (2017)
  - oddanych (284) rzutów za 3 punkty (2017)

NBA
- Mistrz NBA (2021)[17]

Reprezentacja
- Mistrz:
  - Ameryki U–16 (2011)
  - turnieju NIKE Global Challenge (2013)
- Uczestnik turnieju:
  - Nike Global Challenge (2012 – 5. miejsce, 2013)
  - adidas Nations Counselors (2016)
- Zaliczony do I składu turnieju NIKE Global Challenge (2013)